# Cecilia Bernardini
Cecilia Bernardini (1984) is een Nederlands violiste.

## Opleiding
Bernardini begon met vioolspelen toen ze 7 jaar oud was en had toen les van Julia Veerling. Op haar 12e werd ze toegelaten tot de jong-talentklas van het Conservatorium van Amsterdam, waar ze les kreeg van Jan Repko en later bij achtereenvolgens Vesko Eschkenazy en Ilya Grubert. Ze kreeg beurzen voor diverse cursussen en masterclasses, en had zo onder andere les van Herman Krebbers, Theo Olof, Gerhard Schulz, Yfrah Neaman, David Takeno, Lorand Fenyves, Rainer Kussmaul en Philippe Graffin. In 1998 kreeg Bernardini een uitnodiging om les te krijgen van Isaac Stern, wat uitgezonden door de VPRO-televisie. Bernardini sloot haar studie aan het conservatorium van Amsterdam af met een 10 cum laude. Daarna volgde zij een master aan de Guildhall School of Music and Drama bij David Takeno, waar ze eveneens met onderscheiding afstudeerde. Tegelijkertijd werd, mede door lessen van Rachel Podger en Lucy van Dael, haar belangstelling voor de historische uitvoeringspraktijk gewekt.

## Activiteiten
Bernardini geeft veelvuldig solorecitals en ze heeft gesoleerd bij orkesten in Nederland en daarbuiten. Daarnaast is ze actief als concertmeester. Als barokvioliste leidt ze ensembles als Dunedin Consort, Ensemble Zefiro, The King's Consort, Holland Baroque en de Nederlandse Bachvereniging. Cecilia bespeelt een viool, gebouwd door Santo Seraphin in Venetië, 1750, haar ter beschikking gesteld door het Nationaal Muziekinstrumenten Fonds. Ze werd als eerste Nederlander toegelaten tot de Jumpstart Foundation, van wie ze een barokviool van Camillus Camilli uit 1743 in bruikleen heeft.

## Prijzen en onderscheidingen
Bernardini won eerste prijzen op het Prinses Christina Concours, de Iordens Viooldagen en het Davina van Wely Vioolconcours in 2001, waar ze ook de speciale VSB-prijs kreeg voor de beste uitvoering van de verplichte moderne compositie. In 2005 behaalde ze de tweede prijs op het Nationaal Vioolconcours Oskar Back. Met de pianiste Mirsa Adami won ze in 2003 het Vriendenkransconcours van het Concertgebouw van Amsterdam. 
Ze werd finaliste bij het internationale vioolconcours Andrea Postacchini in Italië in 2000. Ze kreeg Flesch-prijs uitgereikt tijdens de Carl Flesch Akademie in Baden-Baden in 2003. Ze werd toegelaten tot de Voorziening voor Excellerende Jonge Musici in 2000 en 2001 en ze kreeg de Anton Kersjes-beurs toegewezen in 2004.